# Guz Trytona
Guz Trytona (ang. Triton tumor) – rzadki podtyp złośliwego guza osłonek nerwów obwodowych (ang. peripheral nerve sheath tumor), którego komórki wykazują zróżnicowanie mięsaka prążkowanokomórkowego. 